# كريس كاستور
كريس كاستور (بالإنجليزية: Chris Castor)‏ هو لاعب كرة قدم أمريكية أمريكي، ولد في 13 أبريل 1960 في برلنغتون في الولايات المتحدة.